# Квартира Г. М. Кржижановского
Квартира Г. М. Кржижановского — мемориальный музей в Москве, филиал Государственного центрального музея современной истории России. Открыт в 1968 году. Расположен в доме на Садовнической улице, где в квартире № 4 с 1919 по 1959 годы жила семья учёного-энергетика Глеба Максимилиановича Кржижановского. Именно здесь им был написан весь план ГОЭЛРО.

## История квартиры
Особняк, в котором расположена квартира Кржижановского, относится к архитектуре русского классицизма первой трети XIX века.
Здание принадлежало купеческой династии Варыхановых, владевшей кожевенными заводами. В 1904—1907 годах Прасковья Варыханова сделала последнюю по времени перестройку здания: поставила ворота с узорными решетками, возвела крыльцо, парадную лестницу, эркеры.
Квартира оформлена в модном стиле «модерн» начала XX века: цветные витражи при входе, изразцовые «голландские» камины, металлические чеканные потолки с причудливыми плафонами, лепной декор, дверные ручки. У мебели — виртуозное исполнение резных деталей.
В 1913 году особняк был продан московской Конторе российско-немецкого акционерного «Общества электрического освещения 1886 года» фирмы «Сименс и Гальске», где работал уже известный в то время инженер-электротехник Г. М. Кржижановский.
С 1919 по 1973 годы на втором этаже в квартире № 4 жила семья Кржижановских. Дом находился недалеко от Московской городской электростанции — Раушская набережная и Садовническая улица (бывш. Осипенко) были тогда главным московским «энергокластером».
Именно в этой квартире здесь разрабатывался и бурно обсуждался план ГОЭЛРО, часто бывали В. И. Ульянов-Ленин, Н. К. Крупская, государственные и общественные деятели, многие писатели и музыканты.
Глеб Максимилианович неоднократно высказывался о том, чтобы сохранить эту квартиру «в виде некоторой ценности: здесь был написан весь план ГОЭЛРО».

## Мемориальный музей-квартира

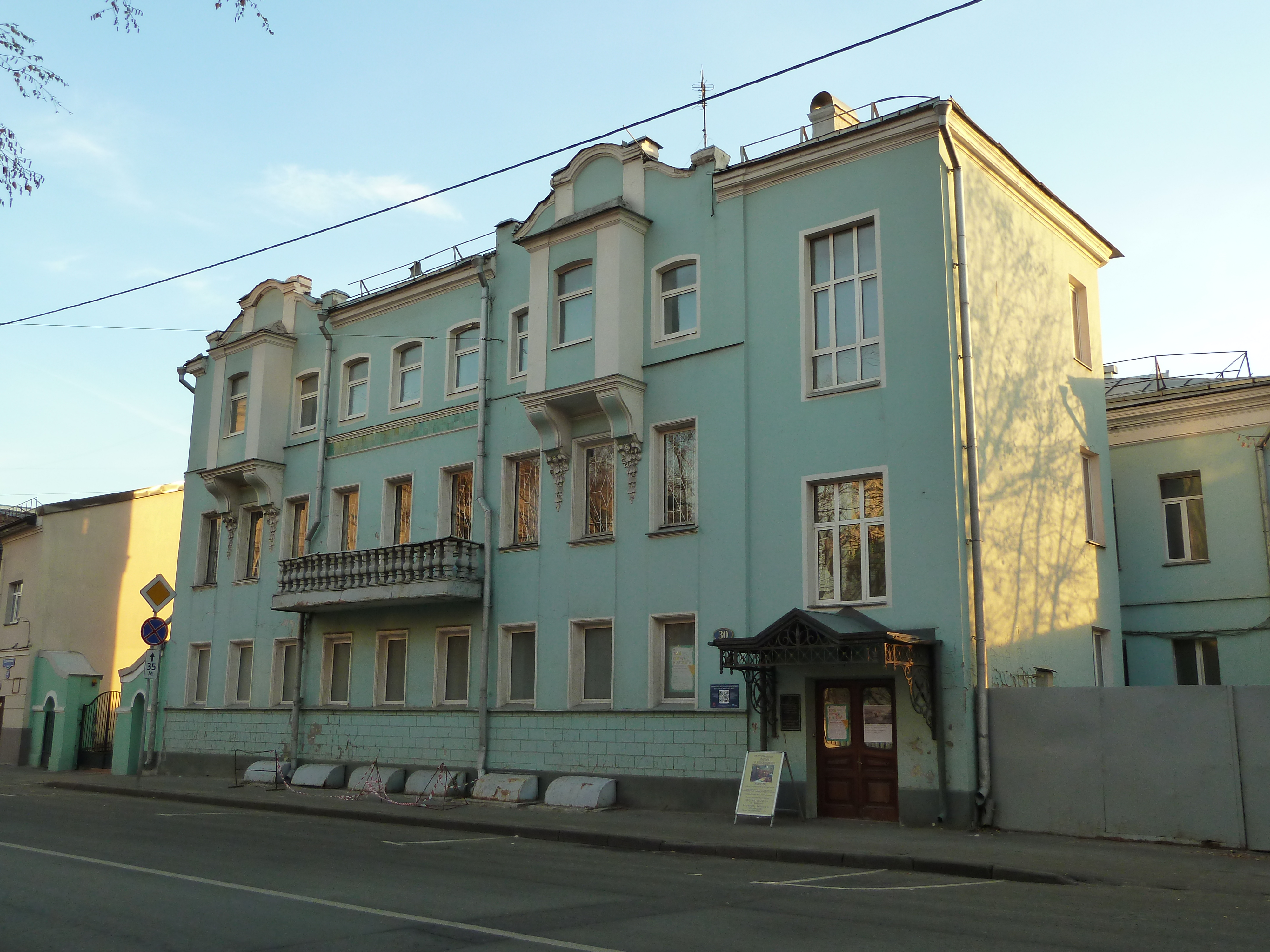
Москва, Садовническая, 30

В 1968 году было принято решение о создании Мемориального музея-квартиры Г. М. Кржижановского как филиала Музея Революции. Семья Глеба Максимилиановича проживала в этой квартире до 1973 года, а первых посетителей музей принял только в 1988 году.
В 2015 году здание особняка было полностью передано Музею современной истории России, с 2016 года в музее проводились ремонтно-реставрационные работы.
22 августа 2019 года состоялось открытие обновлённого Музея-квартиры Г. М. Кржижановского.